# Депонија (Београд)
Депонија је бивше урбано, непрописано насеље у Београду. Налазило се у градској општини Палилула, испод Панчевачког моста, близу десне обале Дунава.
Источно од Депоније налази се Ада Хуја, западно Вилине воде а јужно Богословија.
Депонија је сиротињски део града са лошим хигијенским условима. Насељавање је почело током 1970-их година. Процењује се да Депонија данас има између 900 и 2.000 становника. Многи од њих су Роми који су се населили после косовског рата 1999. Средином 2011. године, након што је избио пожар у насељу који је озбиљно оштетио конструкцију моста, насеље је комплетно расељено. Његовим становницима обезбеђен је привремени смештај на територији општине Обреновац.